# Druhá vláda Jana Černého
Druhá vláda Jana Černého existovala od 18. března do 12. října 1926. Jednalo se v pořadí o 8. československou vládu období první republiky.
Jednalo se o úřednickou vládu, sestavenou po pádu předchozí druhé Švehlovy vlády, která padla po odchodu sociálních demokratů a národních socialistů. Hlásila se k politické linii předchozí Švehlovy vlády všenárodní koalice.

## Složení vlády

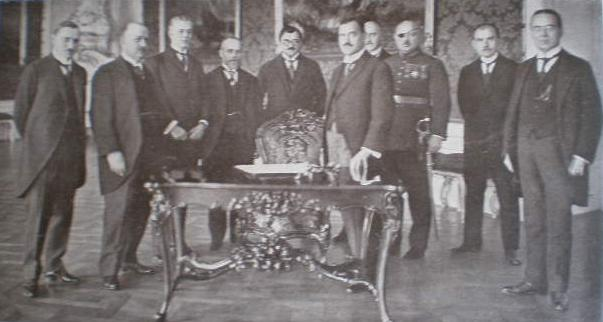
Druhá vláda Jana Černého, zleva ministři: Slávik, Kallay, Říha, Fatka, Engliš, Černý, Hausmann, Syrový, Schieszl, Peroutka

| Portfej                                           | Ministr            | Strana | Strana    | Období |
| ------------------------------------------------- | ------------------ | ------ | --------- | ------ |
| Ministerský předseda                              | Jan Černý          |        | nezávislý | 1926   |
| Ministr vnitra                                    | Jan Černý          | 1926   | nezávislý |        |
| Ministr zahraničí                                 | Edvard Beneš       |        | ČSNS      | 1926   |
| Ministr financí                                   | Karel Engliš       |        | nezávislý | 1926   |
| Ministr školství a národní osvěty                 | Jan Krčmář         |        | nezávislý | 1926   |
| Ministr národní obrany                            | Jan Syrový         |        | nezávislý | 1926   |
| Ministr spravedlnosti                             | Jiří Hausmann      |        | nezávislý | 1926   |
| Ministr pro zásobování lidu                       | Jiří Hausmann      | 1926   | nezávislý |        |
| Ministr průmyslu, obchodu a živností              | František Peroutka |        | nezávislý | 1926   |
| Ministr železnic                                  | Jan Říha           |        | nezávislý | 1926   |
| Ministr veřejných prací                           | Václav Roubík      |        | nezávislý | 1926   |
| Ministr zemědělství                               | Juraj Slávik       |        | RSZML     | 1926   |
| Ministr unifikací                                 | Juraj Slávik       | 1926   | RSZML     |        |
| Ministr sociální péče                             | Josef Schieszl     |        | nezávislý | 1926   |
| Ministr veřejného zdravotnictví a tělesné výchovy | Josef Schieszl     | 1926   | nezávislý |        |
| Ministr pošt a telegrafů                          | Maxmilián Fatka    |        | nezávislý | 1926   |
| Ministr pro správu Slovenska                      | Jozef Kállay       |        | nezávislý | 1926   |